# Vereinigung bildender Künstlerinnen Österreichs

Eingang zum Standort der VBKÖ in Wien

Die Vereinigung bildender Künstlerinnen Österreichs (VBKÖ) wurde 1910 gegründet und eröffnete kurz darauf ihren Standort im ersten Wiener Bezirk, wo sie bis heute zu finden ist. Historisch gehörte die Vereinigung den frühen Künstlerinnenbewegungen an und besaß Pionierstatus: Sie betrieb Lobbyarbeit für Frauen, um ihre Interessen in künstlerischer, ökonomischer und bildungsbezogener Hinsicht zu verbessern, ihre Repräsentation zu erhöhen und ging internationale Kooperationen ein. Seither sind kontinuierlich (internationale) Ausstellungs- und Veranstaltungstätigkeiten mit einer feministischen Ausrichtung im Gange.

## Komplexität und Widersprüche
Organisationen wie die VBKÖ führen die Komplexität und Widersprüche einer zeitgenössischen feministischen Geschichtsschreibung vor: Hier trifft die emanzipatorische Geschichte der künstlerischen Frauenbewegung, die bis in die Zeit des Imperialismus zurückreicht und die es immer noch in eine offizielle Kunstgeschichtsschreibung rein zu reklamieren gilt, auf die Geschichte der Kollaboration mit dem nationalsozialistischen Regime. Die durch historische und vereinsinterne Brüche entstandenen Wissenslücken in Bezug auf die eigene Geschichte, Geschichtsschreibung und -forschung, geraten nicht nur nationalsozialistische, sondern auch klassenspezifische und koloniale Verstrickungen der Vereinigung leichter in Vergessenheit.
Eine der größten Herausforderungen ist es daher, Strukturen weiter aufzubauen und Prozesse einzuleiten, die es ermöglichen historische Narrationen immer wieder neu zu untersuchen, Reflexionsprozesse in Gang zu halten und dieses Wissen öffentlich zu machen und zu diskutieren. Die VBKÖ positioniert sich als ein Ort, der zeitgenössische, feministische, künstlerische Agenden pflegt, der einen Raum für Experimente bietet und politische und aktivistische Arbeit fördert, um eine neue, lebendige Verbindung zwischen der historischen Auseinandersetzung und der zeitgenössischen, queeren, feministischen Kunstproduktion herzustellen.

## Historische Anfänge

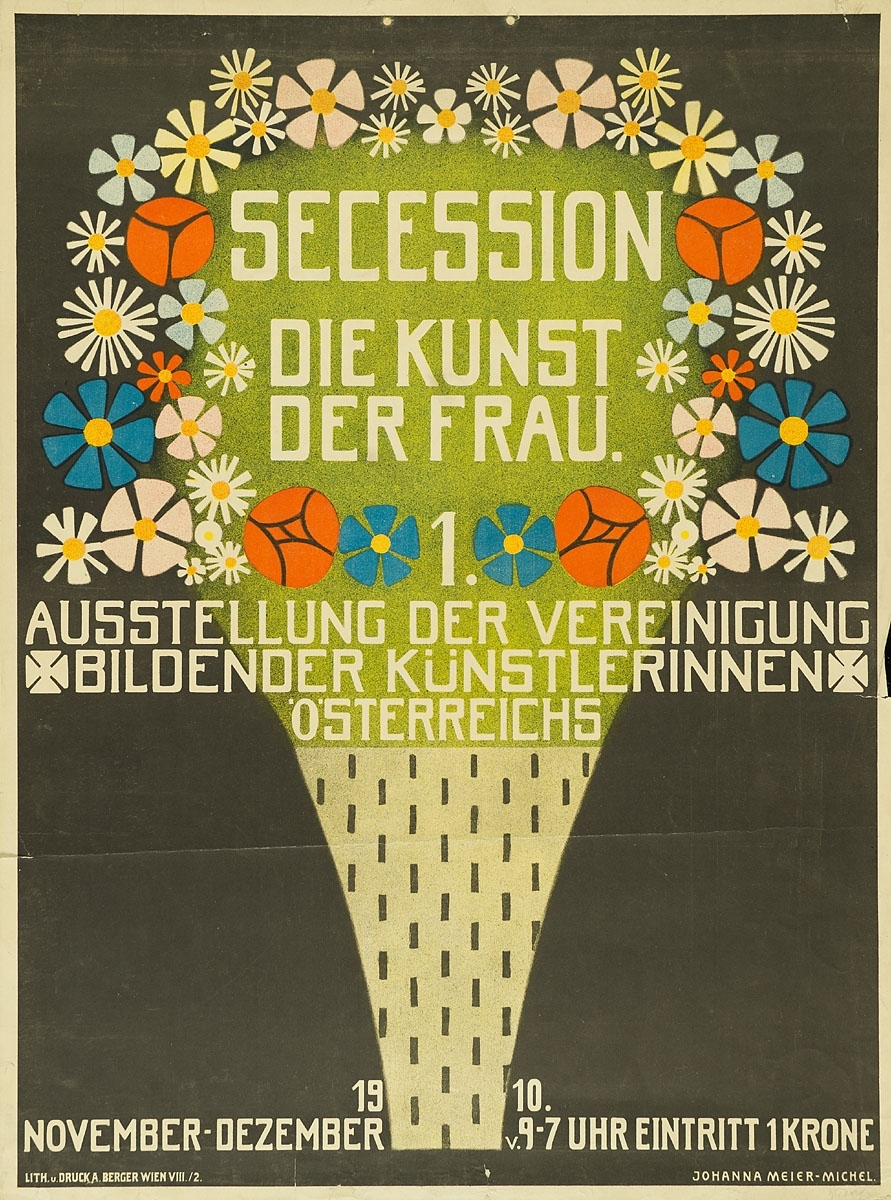
Plakat zur ersten Ausstellung der VBKÖ von Johanna Meier-Michel

Ziel der VBKÖ war es, in künstlerischer, ökonomischer und ausbildungsbezogener Hinsicht die Interessen von Künstlerinnen zu verbessern und deren Repräsentation zu erhöhen. Dies gelang ihr etwa durch die Organisation eigens konzipierter Jahresausstellungen für die Mitglieder. Unter der Leitung der ersten Präsidentin Olga Brand-Krieghammer organisierte die VBKÖ noch im Gründungsjahr 1910 eine retrospektive Ausstellung zur Sichtbarmachung der Kunst der Frau (Sofonisba Anguissola, Rosa Bonheur, Olga Boznańska, Angelika Kauffmann, Berthe Morisot, Elisabeth Vigée-Lebrun...). Diese Unternehmung wird vom feministischen Ausstellungsdiskurs als historische Pionierinnenleistung angesehen.

„Eine ähnliche Ausstellung ist bisher am Kontinent sowohl der Art nach, als was die Vollständigkeit angelangt, nicht veranstaltet worden. Der Grundgedanke dieser Ausstellung ist: dem Publikum einen Überblick darüber zu geben, was die Frau auf dem Gebiete der bildenden Kunst geschaffen hat und schafft, und den Künstlern neue Anregungen zu bringen.“

Mit der VBKÖ werden Namen wie beispielsweise Tina Blau, Marie Egner, Helene Funke, Olga Wisinger-Florian verbunden. Teils engagierten sich diese aktiv als Mitglieder, wurden zu Ausstellungen eingeladen oder waren wie etwa Käthe Kollwitz korrespondierende Mitglieder.
1912 mietete sie eigene Ausstellungs- und Arbeitsräumlichkeiten an, womit sie sich eine wichtige Voraussetzung schuf, um fortan losgelöst von der Abhängigkeit von anderen Künstlervereinen im Ausstellungsgeschehen vollends frei und selbstbestimmt agieren zu können. Mit diesem Schritt verliehen die Mitglieder ihrer Autonomie erstmals auch eine örtliche Repräsentanz.
Die VBKÖ reiht sich in die lange Tradition der historischen Künstlerinnenvereinigungen im euro-amerikanischen Raum ein: beispielsweise in die der 1855 gegründeten Society of Female Artists London, der 1867 gegründeten Vereinigung der Berliner Künstlerinnen und Kunstfreunde, der 1881 formierten Société de l’Union des Femmes Peintres et Sculpteurs (Society of Women Painters and Sculptors Union) in Paris oder der seit 1889 in den USA bestehenden National Association of Women Artists.

## take! make! activate! VBKÖ-Archiv
Das take! make! activate! VBKÖ-Archiv, das von Künstlerinnen zusammengestellt wurde, durchlebte und veränderte sich wie die VBKÖ selber durch die Geschichte der letzten Tage des Imperialismus, den Sturz der Habsburger Monarchie und des Ersten Weltkriegs, des Austro-Faschismus, des Nationalsozialismus, aber auch durch die progressiven Kunstbewegungen in Österreich bis hin zu den aktuellen EU-Erweiterungen und den Sparmaßnahmen der öffentlichen Förderungen.
Das take! make! activate! VBKÖ-Archiv beinhaltet einen bedeutenden Materialbestand an Alt-Akten und Sammlungen von der Zeit der Gründung der VBKÖ 1910 bis 2005 und ermöglicht etwa über die nahezu vollständig vorhandenen Ausstellungskataloge der VBKÖ einen Überblick zur Geschichte der VBKÖ. Es stehen Archivalien in 632 Akten-, Druck- und Werkeinheiten (22 lfm exkl. Werksammlung) für eine Einsichtnahme zur Verfügung.
Das Bestandsverzeichnis des Archivs (zusammengestellt von Sabine Harik) findet sich im 2006 erschienen, erweiterten „Findbuch zur Vereinigung bildender Künstlerinnen Österreichs“ (Hg.: VBKÖ, Rudolfine Lackner) sowie zum Download zwecks eigener vorbereitender Recherchen. Das Archiv ist nur nach vorheriger Vereinbarung zugänglich.

## Leitung
Von 1910 bis 2011 hatte jeweils eine Präsidentin die Leitung der VBKÖ inne. 2012 wurde ein erweiterter Vorstand eingeführt.
- 1910–1916: Olga Brand-Krieghammer
- 1916–1923: Helene von Krauß
- 1923–1938: Louise Fraenkel-Hahn
- 1939–1944: Stephanie Hollenstein
- 1944–1968: Grete Kmentt-Montandon
- 1968–1984: Gertrude Stöhr (1915–1984)
- 1985–1993: Friedl Corcoran (1922–1993)
- 1993–1998: Elisabeth Demarest (* 1925)
- 1998–2011: Rudolfine Lackner (* 1967)
- 2012–2016: Elke Auer, Veronika Dirnhofer, Lina Dokuzovic, Hilde Fuchs, Nina Höchtl, Ruby Sircar, Esther Straganz, Julia Wieger
- 2016–2018: Elke Auer, Lina Dokuzovic, Nina Höchtl, Grace Marta Latigo, Marion Porten, Soso Phist, Ruby Sircar, Julia Wieger
- 2018–2020: (Interim): Catharina Bond, Veronika Burger, Barbara Eichhorn, Hilde Fuchs, Stephanie Misa, Rini Mitra, Ruby Sircar, Angela Wiedermann
- 2020–2023: Neda Hosseinyar, Louise Deininger, Denise Palmieri, Mika Maruyama
- 2023–: Brishty Alam, Susana Ojeda, Denise Palmieri, Mika Maruyama, Mzamo Nondlwana